# Тети (Албанија)
Тети (алб. Theth) је насељено место у општини Скадар у округу Скадар, Албанија. Према попису из 1989. године било је 990 становника.
Тети су једно од насеља и братства племена Шаља.